# Градище-при-Луковиці
Градище-при-Луковиці (словен. Gradišče pri Lukovici) — поселення в общині Луковиця, Осреднєсловенський регіон, Словенія. 
Висота над рівнем моря: 391,8 м.